# 2008년 하계 올림픽 축구 여자 아시아 지역 예선
2008년 하계 올림픽 축구 여자 아시아 지역 예선은 2007년 2월 17일부터 8월 12일까지 진행되었다. 총 14개 팀이 참가하여 두 장의 2008년 하계 올림픽 축구 여자 본선 출전권을 놓고 경쟁을 벌였다.

## 진행 방식
중국은 개최국 자격으로 본선에 자동 진출했다. 일본, 조선민주주의인민공화국은 최종 예선에 직행했다. 나머지 12개 팀은 1차 예선부터 참가한다.
1차 예선에서는 12개 팀이 3개 조로 나누어 경기를 펼쳐 각 조 1, 2위 팀이 최종 라운드에 진출한다. 조별 예선에 직행한 2개 팀과 예선 라운드를 통과한 6개 팀이 4개 팀씩 2개 조로 나뉘어 각 조 1위만이 2008년 하계 올림픽 축구 여자 본선에 진출할 수 있는 자격을 얻게 된다.

## 1차 예선
1차 예선에서는 12개 팀이 3개 조로 나누어 경기를 펼쳐 각 조 1, 2위 팀이 최종 라운드에 진출한다. 이 가운데 A조는 홈 앤 어웨이 방식을 띤 토너먼트로 진행되며 B조, C조는 특정 도시에서 단일 라운드 형식으로 진행된다. 1차 예선 대진 추첨은 2006년 9월 16일에 말레이시아 쿠알라룸푸르에서 열렸으며 다음과 같이 추첨 결과가 결정되었다.
| A조                               | B조                         | C조                                                    |
| --------------------------------- | --------------------------- | ------------------------------------------------------ |
| 홍콩 대 요르단 · 대한민국 대 인도 | 태국 베트남 싱가포르 몰디브 | 오스트레일리아 · 중화 타이베이 · 미얀마 · 우즈베키스탄 |

### A조
1차전은 2007년 2월 17일에 열렸고 2차전은 2007년 2월 25일에 열렸다. 승리 팀이 2라운드로 진출하게 된다.
| 팀 1     | 합계 | 팀 2    | 1차전 | 2차전 |
| -------- | ---- | ------- | ----- | ----- |
| 홍콩     |      | 요르단* |       |       |
| 대한민국 | 8-0  | 인도    | 5-0   | 3-0   |

홍콩은 요르단이 기권함에 따라 최종 예선에 직행했다.
2007년 2월 17일
| 대한민국 | 5–0 | 인도 | 마산종합운동장, 마산 |

2007년 2월 25일
| 인도 | 0–3 | 대한민국 | 자와할랄 네루 스타디움, 델리 |

1차전은 2007년 3월 10일에 열렸고 2차전은 2007년 3월 18일에 열렸다.
| 팀 1 | 합계 | 팀 2     | 1차전 | 2차전 |
| ---- | ---- | -------- | ----- | ----- |
| 홍콩 | 3-2  | 대한민국 | 2-2   | 1-0   |

2007년 3월 10일
| 대한민국 | 2–2 | 홍콩 | 마산종합운동장, 마산 |

2007년 3월 18일
| 홍콩 | 1–0 | 대한민국 | 시우사이완 스포츠 그라운드, 홍콩 |

### B조
모든 경기는 태국 방콕에서 열렸다.
| 팀       | 승점 | 경기 | 승 | 무 | 패 | 득 | 실 | 차  |
| -------- | ---- | ---- | -- | -- | -- | -- | -- | --- |
| 태국     | 9    | 3    | 3  | 0  | 0  | 15 | 0  | +15 |
| 베트남   | 6    | 3    | 2  | 0  | 1  | 8  | 1  | +7  |
| 싱가포르 | 3    | 3    | 1  | 0  | 2  | 6  | 8  | -2  |
| 몰디브   | 0    | 3    | 0  | 0  | 3  | 0  | 20 | -20 |

2007년 2월 19일
| 몰디브 | 0–6 | 싱가포르 | 타이-재퍼니즈 스타디움, 방콕 |
| 태국   | 1–0 | 베트남   | 타이-재퍼니즈 스타디움, 방콕 |

2007년 2월 21일
| 태국   | 5–0 | 싱가포르 | 타이-재퍼니즈 스타디움, 방콕 |
| 베트남 | 5–0 | 몰디브   | 타이-재퍼니즈 스타디움, 방콕 |

2007년 2월 23일
| 베트남 | 3–0 | 싱가포르 | 타이-재퍼니즈 스타디움, 방콕 |
| 태국   | 9–0 | 몰디브   | 타이-재퍼니즈 스타디움, 방콕 |

### C조
모든 경기는 타이완 타이베이에서 열렸다.
| 팀             | 승점 | 경기 | 승 | 무 | 패 | 득 | 실 | 차  |
| -------------- | ---- | ---- | -- | -- | -- | -- | -- | --- |
| 오스트레일리아 | 9    | 3    | 3  | 0  | 0  | 20 | 1  | +19 |
| 중화 타이베이  | 6    | 3    | 2  | 0  | 1  | 4  | 8  | -4  |
| 미얀마         | 1    | 3    | 0  | 1  | 2  | 1  | 4  | -3  |
| 우즈베키스탄   | 1    | 3    | 0  | 1  | 2  | 1  | 13 | -12 |

2007년 2월 21일
| 중화 타이베이  | 2–0 | 우즈베키스탄 | 중산 축구장, 타이베이 |
| 오스트레일리아 | 2–0 | 미얀마       | 중산 축구장, 타이베이 |

2007년 2월 23일
| 중화 타이베이 | 1–0  | 미얀마         | 중산 축구장, 타이베이 |
| 우즈베키스탄  | 0–10 | 오스트레일리아 | 중산 축구장, 타이베이 |

2007년 2월 25일
| 중화 타이베이 | 1–8 | 오스트레일리아 | 중산 축구장, 타이베이 |
| 우즈베키스탄  | 1–1 | 미얀마         | 중산 축구장, 타이베이 |

## 최종 예선
최종 예선은 2007년 4월 7일부터 8월 12일까지 홈 앤 어웨이 방식으로 진행되었다. 각 조에서 1위를 차지한 팀이 본선에 진출한다. 최종 예선 대진 추첨은 2006년 9월 16일에 말레이시아 쿠알라룸푸르에서 열렸으며 다음과 같이 추첨 결과가 결정되었다.
| A조                                                              | B조                                                                          |
| ---------------------------------------------------------------- | ---------------------------------------------------------------------------- |
| 일본 · 1차 예선 A조 2위* · 1차 예선 B조 1위* · 1차 예선 B조 2위* | 조선민주주의인민공화국 1차 예선 A조 1위* 1차 예선 B조 1위* 1차 예선 B조 2위* |

(*) 추첨 당시에는 1차 예선이 시작되기 이전이었기 때문에 최종 예선 진출 팀이 어느 팀인지 결정되지 않았다.

### A조
| 팀       | 승점 | 경기 | 승 | 무 | 패 | 득 | 실 | 차  |
| -------- | ---- | ---- | -- | -- | -- | -- | -- | --- |
| 일본     | 16   | 6    | 5  | 1  | 0  | 27 | 3  | +24 |
| 대한민국 | 8    | 6    | 2  | 2  | 2  | 8  | 12 | -4  |
| 태국     | 7    | 6    | 2  | 1  | 3  | 7  | 11 | -4  |
| 베트남   | 3    | 6    | 1  | 0  | 5  | 3  | 19 | -16 |

2007년 4월 7일
| 일본     | 2–0 | 베트남 | 도쿄 국립경기장, 도쿄 |
| 대한민국 | 0–1 | 태국   | 안산와스타디움, 안산  |

2007년 4월 15일
| 태국   | 0–4 | 일본     | 로열 타이 아미 스타디움, 방콕 |
| 베트남 | 1–2 | 대한민국 | 락짜이 경기장, 하이퐁         |

2007년 6월 3일
| 일본   | 6–1 | 대한민국 | 도쿄 국립경기장, 도쿄 |
| 베트남 | 1–0 | 태국     | 락짜이 경기장, 하이퐁 |

2007년 6월 10일
| 대한민국 | 2–2 | 일본   | 부천종합운동장, 부천      |
| 태국     | 5–0 | 베트남 | 라차망칼라 스타디움, 방콕 |

2007년 8월 4일
| 태국   | 1–1 | 대한민국 | 타이-재퍼니즈 스타디움, 방콕 |
| 베트남 | 0–8 | 일본     | 락짜이 경기장, 하이퐁        |

2007년 8월 12일
| 대한민국 | 2–1 | 베트남 | 청주종합경기장, 청주  |
| 일본     | 5–0 | 태국   | 도쿄 국립경기장, 도쿄 |

### B조
| 팀                     | 승점 | 경기 | 승 | 무 | 패 | 득 | 실 | 차  |
| ---------------------- | ---- | ---- | -- | -- | -- | -- | -- | --- |
| 조선민주주의인민공화국 | 18   | 6    | 6  | 0  | 0  | 51 | 0  | +51 |
| 오스트레일리아         | 12   | 6    | 4  | 0  | 2  | 40 | 5  | +35 |
| 중화 타이베이          | 6    | 6    | 2  | 0  | 4  | 12 | 31 | -19 |
| 홍콩                   | 0    | 6    | 0  | 0  | 6  | 1  | 68 | -67 |

2007년 4월 7일
| 오스트레일리아         | 15–0 | 홍콩          | 코프스하버 국제 스타디움, 코프스하버 |
| 조선민주주의인민공화국 | 8–0  | 중화 타이베이 | 김일성경기장, 평양                   |

2007년 4월 15일
| 중화 타이베이 | 0–10 | 오스트레일리아         | 중산 축구장, 타이베이            |
| 홍콩          | 0–14 | 조선민주주의인민공화국 | 시우사이완 스포츠 그라운드, 홍콩 |

2007년 6월 3일
| 조선민주주의인민공화국 | 2–0 | 오스트레일리아 | 양각도축구경기장, 평양 |
| 중화 타이베이          | 6–0 | 홍콩           | 중산 축구장, 타이베이  |

2007년 6월 10일
| 오스트레일리아 | 0–2 | 조선민주주의인민공화국 | 코프스하버 국제 스타디움, 코프스하버 |
| 홍콩           | 0–6 | 중화 타이베이          | 웡곡대구장, 홍콩                     |

2007년 8월 4일
| 홍콩          | 1–8 | 오스트레일리아         | 홍콩대구장, 홍콩      |
| 중화 타이베이 | 0–6 | 조선민주주의인민공화국 | 중산 축구장, 타이베이 |

2007년 8월 12일
| 오스트레일리아         | 7–0  | 중화 타이베이 | 코프스하버 국제 스타디움, 코프스하버 |
| 조선민주주의인민공화국 | 19–0 | 홍콩          | 김일성경기장, 평양                   |

## 같이 보기
- 2008년 하계 올림픽 축구 남자 아시아 지역 예선